# 中華民國陸軍金門防衛指揮部野戰混合砲兵營
陸軍金門防衛指揮部野戰混合砲兵營為中華民國陸軍駐守於福建金門地區的陸軍砲兵部隊，編配在陸軍金門防衛指揮部。此營前身為陸軍金門防衛司令部砲兵指揮部，有「神獅部隊」之稱。

## 沿革

### 戡亂時期
- 1955年，陸軍砲兵第六七〇營（155榴）調往金門。
- 1956年3月，陸軍砲兵第六七〇營移防臺灣。
- 1957年4月，陸軍第十軍司令部及砲兵指揮部（野戰砲兵第六六七、六六八、六六九、六七〇營）奉令移防金門。
- 1957年9月1日，防區為統一事權，將金防部砲兵組、陸軍第八軍第六八八砲兵指揮部合併整編成為陸軍金門防衛司令部砲兵指揮部，由軍砲兵指揮官郝柏村少將兼任指揮官。
- 1958年，解放軍發動八二三砲戰，本部直接指揮防區砲兵猛烈還擊。是時國軍各型重砲，陸續增援來金，防區砲兵火力大增。
- 金門砲戰前，郝柏村少將調往陸軍步兵第九師擔任師長。
- 砲兵第600群指揮官嚴佛元上校（後晉升少將），副指揮官方學梅上校奉令於1958年9月11日16時12分~17時18分指揮所屬砲兵第六九一營第一、二連及砲兵第六九二營第一連以155加農砲實施砲擊廈門火車站（為無觀測之急襲射擊），計射擊20群（240發），擊中站上彈藥堆，並使正在下火車的一營解放軍遭受重大損失，最著者為擊毀火車調度盤（轉車台）一座，擊斃擊傷敵700餘人。
- 1969年9月，實施整編，納為金防部之建制單位。
- 1987年9月，本部增編防砲連及防砲組。

### 精實時期
- 1994年1月，裁撤砲兵第六一〇、六三八營及各陸高連，並增編檞樹飛彈連為本部直屬單位。
- 1995年3月，執行「擎天演習」，工六火箭連納編本部。
- 1997年11月，增編防空營，並將檞樹連併入防空營，而成砲兵第一、二、三、四營及防空營之編制。
- 2001年2月，防空營檞樹連移防本島。
- 2004年4月，「精進案」裁撤砲兵第三、四營，目標連移編陸軍花東防衛司令部，定編砲兵第一、二營、防空營、本部連及工六火箭連。

### 精進時期
- 2007年4月1日因應精進案第二階段組織遞嬗，組織簡併；為有效發揮防區火力支援。
- 2007年11月1日，降編陸軍金門防衛指揮部砲兵指揮部為「陸軍金門防衛指揮部混合砲兵營」[1]。

## 隊徽含意
- 國徽：象徵官兵以效忠國家、保護人民為職志。
- 金門及烈嶼：示意夙夜匪懈致力戰備，戍守金門地區之決心。
- 飛彈、火砲：象徵單位特性，並表示具有足夠武力以嚇阻敵人，確保金門地區之安全及擔負捍衛前線之重責大任。